# America (песня Deuce)
«America» — песня американского рэп-рок исполнителя Deuce, третий трек и второй сингл с его дебютного студийного альбома Nine Lives. Песня вышла синглом 10 января 2012 года, однако утекла в интернет 30 декабря 2011 года. В день релиза вышел видеоклип на песню, режиссёром которого выступил Натан Кокс.

## Обзор
Deuce назвал «America» любимой песней из когда-либо им созданных. В интервью интернет-журналу Geeks of Doom он рассказал:

 Эта песня скорее политическая, в ней я рассуждаю о таких сторонах современной общественной жизни, где я себя чувствую плохо, в общем хреново… Она основана на моём личном мнении о всём этом дерьме и о положении дел в стране. Оригинальный текст (англ.) It could be political I guess against things that I feel are bad or fucked up in today’s society… it’s basically my own opinion about shit here [and] how everything is.— Deuce 

## Коммерческий успех
«America» является самым успешным синглом с альбома. По состоянию на апрель 2012 года продано более 36 тысяч копий. Песня поднялась на 20 место в чарте Active Rock журнала Billboard и на 16 в чарте Hot Mainstream Rock Tracks. По словам Deuce, сингл продавался тремя тысячами экземпляров в неделю.
| Название чарта                | Позиция |
| ----------------------------- | ------- |
| US Active Rock                | 20      |
| US Hot Mainstream Rock Tracks | 16      |
| US Rock Songs                 | 43      |

## Видеоклип
Видеоклип снимался осенью 2011 года в одно время с видеоклипом на песню «Let's Get It Crackin'», режиссёром которого также является Натан Кокс.
По сюжету, в начале видеоклипа рассказывается о том, что Америку захватил вирус. Затем Deuce и команда, состоящая из участников движения 9Lives поёт в заброшенном особняке, который атакуют зомби. Команда с крыши обстреливает их из рогаток, но в итоге зомби всё же врываются в дом и окружают Deuce в клетке.
В видеоклипе представлена вторая маска Deuce, «Америка», которую он надевает на большинстве концертов.

## Список композиций
| №  | Название  | Длительность |
| -- | --------- | ------------ |
| 1. | «America» | 4:05         |

| №  | Название                        | Длительность |
| -- | ------------------------------- | ------------ |
| 1. | «America» (Альбомная версия)    | 4:05         |
| 2. | «America» (Видеоклип)           | 4:06         |
| 3. | «America» (Big Chocolate Remix) | 3:32         |
| 4. | «America» (Monikkr Remix)       | 4:02         |

## Участники записи
- Арон Эрлихман — вокал, продюсер
- Арина Хлоэ — клавишные
- Джимми Юма — гитара, продюсер
- Tye — ударные